# Journal de mort
Journal de mort (Memento Mori) est le 14e épisode de la saison 4 de la série télévisée X-Files. Dans cet épisode, qui fait partie de l'arc mythologique de la série, Mulder tente de sauver la vie de Scully, atteinte d'une tumeur cérébrale.
L'épisode, écrit à la hâte par quatre des scénaristes principaux de la série, a obtenu des critiques globalement favorables et a été récompensé par un Emmy Award.

## Résumé
Scully apprend qu'elle est atteinte d'une tumeur cérébrale inopérable et en informe Mulder, qui refuse d'accepter l'éventualité d'une mort prochaine de sa partenaire, et Skinner. Mulder et Scully vont voir Betsy Hagopian, une membre du MUFON qu'ils avaient rencontré l'année précédente et qui a elle aussi été enlevée et souffre d'une tumeur similaire. Ils apprennent qu'elle est morte mais rencontrent Kurt Crawford, un autre membre du MUFON. Crawford leur apprend que toutes les autres femmes victimes d'enlèvement que Scully avait rencontré sont elles aussi décédées de la même cause, à l'exception de Penny Northern. Mulder et Crawford pensent qu'une conspiration relative à ces enlèvements est derrière tout cela mais Scully est sceptique.
Scully rend visite à Penny Northern, qui suit le traitement expérimental du docteur Scanlon et la persuade de se faire elle aussi hospitaliser pour commencer une chimiothérapie. De son côté, Mulder découvre que toutes les femmes enlevées avaient été traitées pour leur stérilité dans la même clinique de fertilité, alors qu'un assassin aux cheveux gris tue Crawford, qui était un hybride humain-extraterrestre. Mulder pénètre dans le centre de fertilité, y rencontre un clone de Crawford et trouve un dossier au nom de Scully. Mulder fait appel à Skinner pour qu'il lui organise un rendez-vous avec l'homme à la cigarette mais Skinner le dissuade de traiter avec lui. Plus tard, Skinner contacte néanmoins l'homme à la cigarette et lui demande de sauver Scully.
Avec l'aide des Lone Gunmen, Mulder s’infiltre dans un centre de recherches scientifiques lié à la clinique de fertilité où il espère trouver un moyen de sauver Scully. Il découvre que le docteur Scanlon travaille dans ce centre, puis rencontre plusieurs clones de Crawford. L'un d'eux lui montre les ovules de Scully prélevés à l'occasion de son enlèvement et lui affirme qu'ils essaient de sauver les femmes ayant été enlevées car elles sont leurs mères biologiques, rendues stériles par le même procédé qui est la cause de leurs cancers. Mulder part en emportant les ovules et échappe de justesse à l'assassin aux cheveux gris. Il retrouve Scully, qui a assisté Penny Northern dans ses derniers moments. Scully lui annonce son intention d'interrompre son traitement, car il l'empêche de travailler, et de combattre autrement sa maladie, une décision que Mulder approuve. L'homme à la cigarette annonce à Skinner qu'il y a un moyen de sauver Scully s'il accepte d'en payer le prix.

## Distribution
- David Duchovny : Fox Mulder
- Gillian Anderson : Dana Scully
- Mitch Pileggi : Walter Skinner
- William B. Davis : l'homme à la cigarette
- Sheila Larken : Margaret Scully
- David Lovgren : Kurt Crawford
- Gillian Barber : Penny Northern
- Tom Braidwood : Melvin Frohike
- Dean Haglund : Richard Langly
- Bruce Harwood : John Fitzgerald Byers
- Morris Panych : l'homme aux cheveux gris

## Production
La décision de faire souffrir Scully d'un cancer est prise au début de la 4e saison par Chris Carter, qui estime que cela va permettre à la série d'aborder des sujets intéressants. Certains membres de l'équipe de scénaristes, notamment Glen Morgan et James Wong, pensent que c'est une mauvaise décision car cela fait trop « cliché ». Toutefois, après les apparitions de femmes enlevées souffrant d'un cancer dans l'épisode Monstres d'utilité publique, Frank Spotnitz considère cela comme une suite logique « obligée ». Lorsque Darin Morgan, qui devait écrire un scénario pour la série, y renonce au dernier moment, Vince Gilligan, John Shiban et Frank Spotnitz écrivent ce script en quelques jours, puis Chris Carter le retravaille pour lui donner son aspect définitif.
La première scène de l'épisode, au cours de laquelle la caméra s'approche lentement de Scully dans une lumière aveuglante, est réalisée en construisant un plateau long et étroit couvert de feuilles d'aluminium qui amplifient la lumière et minimisent les couleurs. Celles-ci sont ensuite entièrement supprimées du plan, qui est ensuite retravaillé en postproduction avec des effets de flou et de cadrage pour créer l'impression d'un réveil après un rêve. La scène présentant les multiples clones de Kurt Crawford est tournée en utilisant la technique du contrôle du mouvement. Plusieurs prises avec l'acteur David Lovgren dans différentes positions sont enregistrées avec une caméra contrôlée par ordinateur qui reproduit exactement les mêmes mouvements à chaque prise afin que celles-ci soient ensuite assemblées en un seul plan.
L'épisode étant trop long, certaines scènes doivent être coupées au montage, notamment la première apparition de Bill Scully, le frère de Dana, qui se fera finalement lors de l'épisode Le Baiser de Judas. Un baiser échangé entre Mulder et Scully, improvisé par les acteurs sur le tournage, est lui aussi coupé au montage car Chris Carter estime que c'est trop tôt pour cela. Frank Spotnitz déclare plus tard que c'est son épisode préféré de toute la série.

## Accueil

### Audiences
Lors de sa première diffusion aux États-Unis, l'épisode réalise un score de 11,5 sur l'échelle de Nielsen, avec 17 % de parts de marché, et est regardé par 19,10 millions de téléspectateurs.

### Accueil critique
L'épisode obtient des critiques globalement favorables. Todd VanDerWerff, du site The A.V. Club, lui donne la note de A. John Keegan, de Critical Myth, lui donne la note de 10/10. Le site Le Monde des Avengers lui donne la note de 4/4.
Plus mitigés, Robert Shearman et Lars Pearson lui donnent dans leur livre sur la série la note de 2,5/5.

### Distinctions
L'épisode est récompensé en 1997 par l'Emmy Award des meilleurs décors pour une série et est nommé pour celui du meilleur scénario pour une série dramatique.